# ベレニス・マーロウ
ベレニス・マーロウ（Bérénice Marlohe, 1979年5月19日 - ）は、フランスのパリ出身の女優である。ジェームズ・ボンド映画23作目の『007 スカイフォール』（2012年）ではボンドガールのセヴリンを演じる。テレビ作品では『Père et Maire』、『Femmes de loi』、『Equipe médicale d’urgence』などに出演している。

## 生い立ち
フランス人で教師の母と、カンボジア人と中国人のハーフで医者の父のもとに生まれる。もともとは芸術家になるため、10年にわたってピアノなどの勉強をしていた。

## 主な出演作品
- 恋するパリのランデヴー Un bonheur n'arrive jamais seul （2012年） クレジットなし
- 007 スカイフォール Skyfall （2012年）
- 5時から7時の恋人カンケイ 5 to 7 （2014年）
- ソング・トゥ・ソング Song to Song （2017年）
- リディバイダー Kill Switch （2017年）
- リヴォルト Revolt （2017年）